# Premi Princesa d'Astúries de Cooperació Internacional
El Premi Príncep (o Princesa) d'Astúries de Cooperació Internacional és concedit des de l'any 1981 a la persona, persones o institució, la tasca de la qual, hagi contribuït de forma exemplar i rellevant al mutu coneixement, al progrés o a la fraternitat entre els pobles.

## Llista de guardonats
- 2017 Hispanic Society of America[1]
- 2016 Conferència de l'ONU sobre el canvi climàtic[2]
- 2015 Viquipèdia[3]
- 2014 Programa Fulbright[4]
- 2013 Institut Max Planck[5]
- 2012 Moviment Internacional de la Creu Roja i la Mitja Lluna Roja
- 2011 Bill Drayton
- 2010 The Transplantation Society i la Organización Nacional de Trasplantes
- 2009 Organització Mundial de la Salut (OMS)
- 2008 Ifakara Health Research and Development Centre, Malaria Research and Training Centre, Kintampo Health Research Centre i el Centre d'Investigació en Salut de Manhiça
- 2007 Al Gore
- 2006 Fundació Bill i Melinda Gates
- 2005 Simone Veil
- 2004 Programa Erasmus de la Unió Europea
- 2003 Luiz Inácio Lula da Silva
- 2002 Comitè Científic per la Investigació a l'Antàrtida (SCAR)
- 2001 Estació Espacial Internacional
- 2000 Fernando Henrique Cardoso
- 1999 Pedro Duque, John Glenn, Chiaki Mukai i Valeri Poliakov
- 1998 Fatiha Boudiaf, Rigoberta Menchú, Fatana Ishaq Gailani, Somaly Mam, Emma Bonino, Graça Machel i Olayinka Koso-Thomas
- 1997 El Govern de Guatemala i la Unidad Revolucionaria Nacional Guatemalteca
- 1996 Helmut Kohl
- 1995 Mário Soares
- 1994 Iasser Arafat i Isaac Rabin
- 1993 Cascos Blaus de les Nacions Unides destinats a l'antiga Iugoslàvia
- 1992 Nelson Mandela i Frederik Willem de Klerk
- 1991 Alt Comissionat de les Nacions Unides per als Refugiats (ACNUR)
- 1990 Hans Dietrich Genscher
- 1989 Jacques Delors i Mikhaïl Gorbatxov
- 1988 Óscar Arias
- 1987 Javier Pérez de Cuéllar
- 1986 Universitats de Salamanca i Coïmbra
- 1985 Raúl Alfonsín Foulkes
- 1984 Grup de Contadora
- 1983 Belisario Betancur
- 1982 Enrique V. Iglesias
- 1981 José López Portillo